# Microconomorphus rufipes
Microconomorphus rufipes is een keversoort uit de familie Mycteridae. De wetenschappelijke naam van de soort is voor het eerst geldig gepubliceerd in 1907 door Pic.